# フィナンシェ

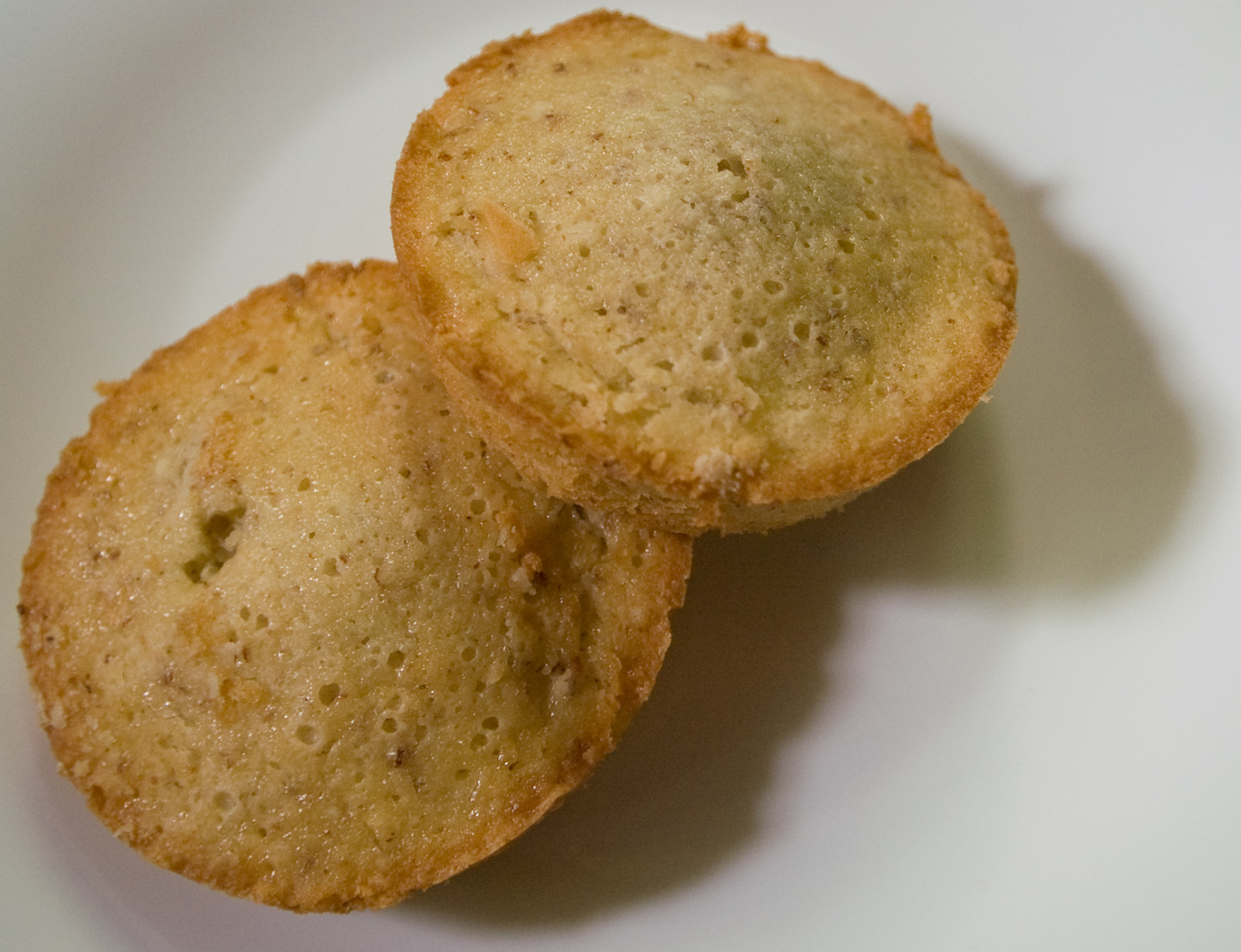
フィナンシェ

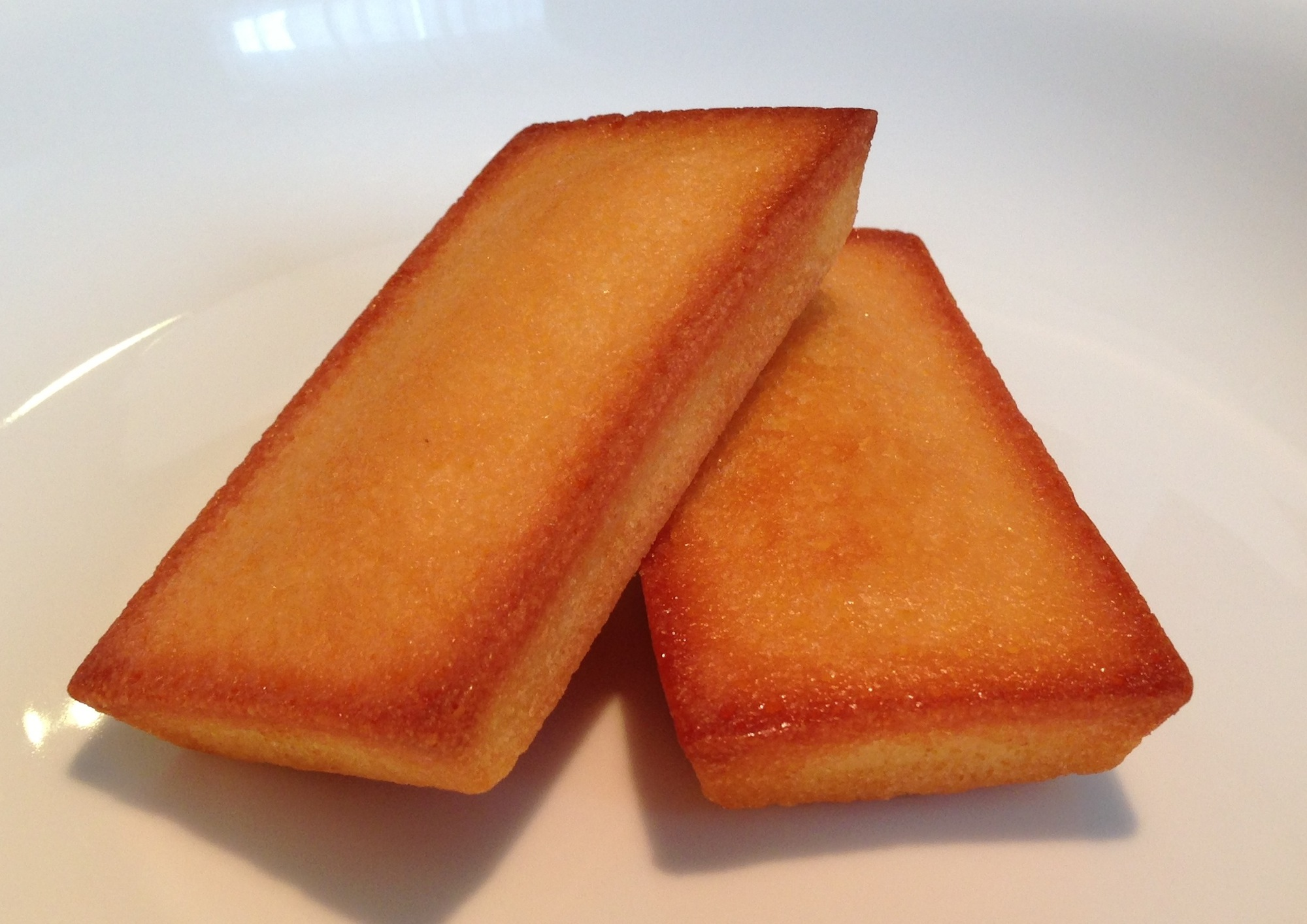
金塊型のフィナンシェ

フィナンシェ（フランス語: financier）とは、フランス起源のバターケーキや焼き菓子の一種。
17世紀にナンシーの "L'ordre des Visitandines"（聖母訪問教会）の修道女によって作られたことから古くはヴィジタンディーヌと呼ばれた。
なお、フランス語の発音では「フィナンシェ」より「フィナンシエ」に近い。

## 由来
フィナンシエとはフランス語で「金融家」・「金持ち」等の意味があり、「フィナンシエ型」と呼ばれる小さな台形の金型で作られた菓子の形が、色・形において金塊に似ているからとも、サン＝ドゥニ通りの菓子職人ラヌが考案し、パリ証券取引所周辺の金融街から広まったからともいわれる。

## 特徴
アーモンドパウダーを粉と等量もしくはいくらか多めに入れ、卵白、ブール・ノワゼット、砂糖の各材料を混ぜて型に入れて焼いた菓子である。焦がしバター（ブール・ノワゼット）とアーモンドの香ばしい風味が特徴。
紅茶によく合うとされる。マドレーヌとの違いは、フィナンシェは卵白のみを使うのに対して、マドレーヌは全卵を使うことである。
抹茶やチョコレートを使用したものや、丸い形をしたものなど様々なバリエーションもある。